# مجموعة السكك الحديدية للنقل
مجموعة السكك الحديدية للنقل (بالإنجليزية: Rail Delivery Group)، وتُعرف اختصارًا بـ RDG، هي هيئة عضوية تمثل صناعة السكك الحديدية في المملكة المتحدة. تجمع الهيئة بين شركات تشغيل قطارات الركاب والشحن، بالإضافة إلى شبكة السكك الحديدية البريطانية ومشروع "السكك الحديدية عالية السرعة 2" (HS2). يتم تمويل نحو نصف ميزانية المجموعة من قبل شبكة السكك الحديدية البريطانية، بينما يُمول الجزء المتبقي من قبل شركات النقل التي تمثلها.
تأسس الشكل الحالي للمجموعة في عام 2017 نتيجة اندماج بين رابطة شركات تشغيل القطارات (ATOC) وهيئة سابقة كانت تحمل الاسم ذاته. تضطلع المجموعة بمهام عدة، من بينها الإشراف على الاتصالات على مستوى الصناعة، وتنظيم صلاحية التذاكر، والمشاركة في صياغة السياسات المتعلقة بالسكك الحديدية، وتشغيل خدمة الاستعلامات الوطنية للسكك الحديدية.
تدير مجموعة السكك الحديدية للنقل عددًا من العلامات التجارية والخدمات، مثل إنترريل (Interrail) الخاصة بالسفر الدولي بالقطارات، وناشيونال ريل (National Rail) التي تغطي خدمات السكك الحديدية الوطنية. ومن بين المبادرات التي أطلقتها المجموعة فتح بوابات التذاكر الآلية وآلات بيع التذاكر للمنافسة، إضافة إلى إدخال تقنيات جديدة تهدف إلى الحد من التهرب من دفع الأجرة في المحطات.

## أنظر أيضًا
- ربط المجتمعات
- قائمة الشركات المشغلة للقطارات في المملكة المتحدة